# BaseX
BaseX は軽量なネイティブXMLデータベースシステムである。GitHub上のコミュニティプロジェクトとして開発が進められており、大規模なXML文書やコレクションの保管、照会、視覚化に特化している。BaseXはプラットフォームに依存せず動作し、緩やかな規約のフリーソフトウェアライセンスの下で配布されている。
他のドキュメント指向データベースとは対照的に、XMLデータベースはXPathやXQueryなど、World Wide Web Consortium (W3C) が標準化したクエリ言語をサポートしている。BaseXはこれらの仕様に加えて、Update Facility、および、Full Text拡張機能にも対応している。付属のGUIを使うと、対話的な検索処理やデータの分析が可能で、リアルタイムに（式の入力を行う過程においても）XPath/ XQueryの式を評価することができる。

## 搭載するテクノロジー
- XPath query language
- XQuery 3.1
  - XQuery Update (W3C)
  - XQuery Full Text (W3C)
- EXPath/EXQueryモジュールとパッケージングシステムのサポート
- ユーザ管理とトランザクションロギングを含むクライアントサーバアーキテクチャー
- RESTXQ, RESTful API, WebDAV, XML:DB, XQJや、Java, C#, Perl, PHP, Python などのプログラミング言語に対応するAPI
- サポートするデータフォーマット: XML, HTML, JSON, CSV, プレーンテキスト, バイナリデータ
- ツリーマップ、テーブルビュー、ツリービュー、散布図などのビジュアライゼーションを提供するGUI機能

## データベースレイアウト
BaseXではXML文書の格納において、XML木構造を表形式で表現している。データベースは単一のドキュメント、または、コレクションのためのコンテナとして動作する。
XPathアクセラレータのスキームエンコーディングとStaircase Joinオペレータは、XPathロケーションステップの高速化を鼓舞する。
さらにBaseXは、経路探索、属性検索、テキストの比較や全文検索のための様々なインデックスを備え、パフォーマンスを向上させている。

## プロジェクトの歴史
BaseXは、コンスタンツ大学のChristian Grünによって2005年に活動を開始した。以降、2007年にBSDライセンスに移行し、オープンソース化された。

## 推奨文献
- BaseX Talk at LinuxTag Berlin, 2011